# NORPAC
NORPAC es un comité de acción política bipartidista (PAC) y una organización de lobby y cabildeo que trabaja con varios candidatos. Esta organización está trabajando para fortalecer el apoyo de los Estados Unidos al Estado de Israel. Uno de sus principales objetivos es garantizar que la ayuda exterior de los Estados Unidos a Israel continúe todos los años.

## Iniciativas apoyadas por NORPAC
Algunas de las iniciativas apoyadas por la organización son las siguientes:
- Ley de Apoyo a la Libertad en Irán (H.R.282 / S.333), impone sanciones a Irán en respuesta a la actividad nuclear.[5]

- Ley de Cooperación Energética Estados Unidos-Israel (H.R.2730 / S.1862), apoya la investigación conjunta de energía alternativa.

- Ley Antiterrorista Palestina (H.R.4861 / S.2370), restringe la ayuda a la Autoridad Nacional Palestina y grupos como Hamás (al tiempo que permite la ayuda humanitaria) a menos que se tomen ciertas medidas contra el terrorismo.

- Ley de Responsabilidad de Arabia Saudita (H.R.2037 / S.1171), impone sanciones al Reino de Arabia Saudita a menos que dicho estado prohíba en su territorio a determinadas organizaciones consideradas terroristas y deje de apoyar a dichas organizaciones que actúan en el extranjero.[6]

## Actividades llevadas a cabo por NORPAC
NORPAC fue fundada en el estado de Nueva Jersey en 1982, sus actividades incluyen la recaudación de fondos para los senadores y miembros del Congreso de los Estados Unidos que apoyan esta relación, el envío de correos electrónicos informativos sobre la situación en Oriente Medio y un viaje anual a Washington D. C. Cada año, antes de su misión anual a Washington D. C., la organización selecciona cinco objetivos prioritarios para cumplir ese año, entre ellos la ayuda exterior de los Estados Unidos a Israel.

### Viaje y misión a WashingtonD.C.
Cada año NORPAC envía un grupo de miembros activos de la organización para reunirse con senadores y miembros del Congreso y el Senado de los Estados Unidos para discutir la relación entre los Estados Unidos e Israel. La misión en mayo de 2009 reunió a aproximadamente 900 participantes dispuestos a reunirse con más de 400 senadores y miembros del Congreso de los Estados Unidos, en ese año el número de participantes aumentó en comparación con otros años anteriores.

### Recaudación de fondos para políticos
NORPAC organiza eventos para recaudar fondos para varios candidatos políticos que apoyan y promueven la relación entre Estados Unidos e Israel. Es el mayor donante del senador del estado de Nueva Jersey Robert "Bob" Menéndez. La organización regularmente dona fondos a otros políticos estadounidenses para promover sus objetivos.